# Sarah Pue
Sarah Pue est une imprimeuse, une éditrice, une vendeuse de médicaments brevetés irlandaise et la propriétaire du Dick's Coffee House.

## Biographie
Sarah Pue est née Sarah Gibbal. Elle est la fille de John, un pelletier de Skinner Row à Dublin, et de son épouse Mary Gibbal. Elle épouse James Pue le 29 septembre 1761. Son mari est le successeur de son oncle Richard Pue, qui reprend les activités d'impression, d'édition et la propriété du Dick's Coffee House en 1758. Après la mort de James en décembre 1762, Pue reprend ses affaires,.
Pue épouse John Roe en avril 1763, et le couple a deux fils. John Roe est un associé de James Pue depuis 1758. Ils impriment Pue's Occurences et gère le Dick's Coffee House jusqu'en 1769, date à laquelle son frère Crompton Roe prend le relais. À la mort de son mari en décembre 1773, Pue prend le contrôle du journal, s'associant à son frère, David Gibbal. En juin 1776, elle vend l'entreprise à John Hillary de Castle Street. Elle vend aussi des médicaments brevetés dans ses locaux de Skinner Row de 1762 à 1776, puis de College Green à partir de 1777.
On ne trouve aucune trace d'elle après 1777,,.